# Districte d'Aquisgrà
|  | Aquest article tracta del districte existent entre l'1 de gener de 1972 i fins al 20 d'octubre de 2009. Per l'anterior districte (Districte d'Aquisgrà (1816–1971)) vegeu Història del districte d'Aquisgrà. Pel districte creat a partir del 21 d'octubre de 2009 mitjançant la Llei d'Aquisgrà, vegeu Städteregion Aachen. |

El Districte d'Aquisgrà, en alemany Kreis Aachen, és una divisió administrativa d'Alemanya situada a l'Estat Federat de Rin del Nord-Westfàlia. Es tracta d'un districte (Kreis) rural (Landkreise) que té per capital la ciutat d'Aquisgrà, però aquesta ciutat és un districte urbà (Kreisfreie Städte) i no pot formar part d'un districte rural.
El 20 d'octubre de 2009 els districtes rural i urbà d'Aquisgrà desapareixeran i a partir del 21 d'octubre es crearà una mancomunitat (Gemeindeverband) a partir d'aquests districtes, anomenada Städteregion Aachen (Regió metropolitana d'Aquisgrà).

## Situació geogràfica

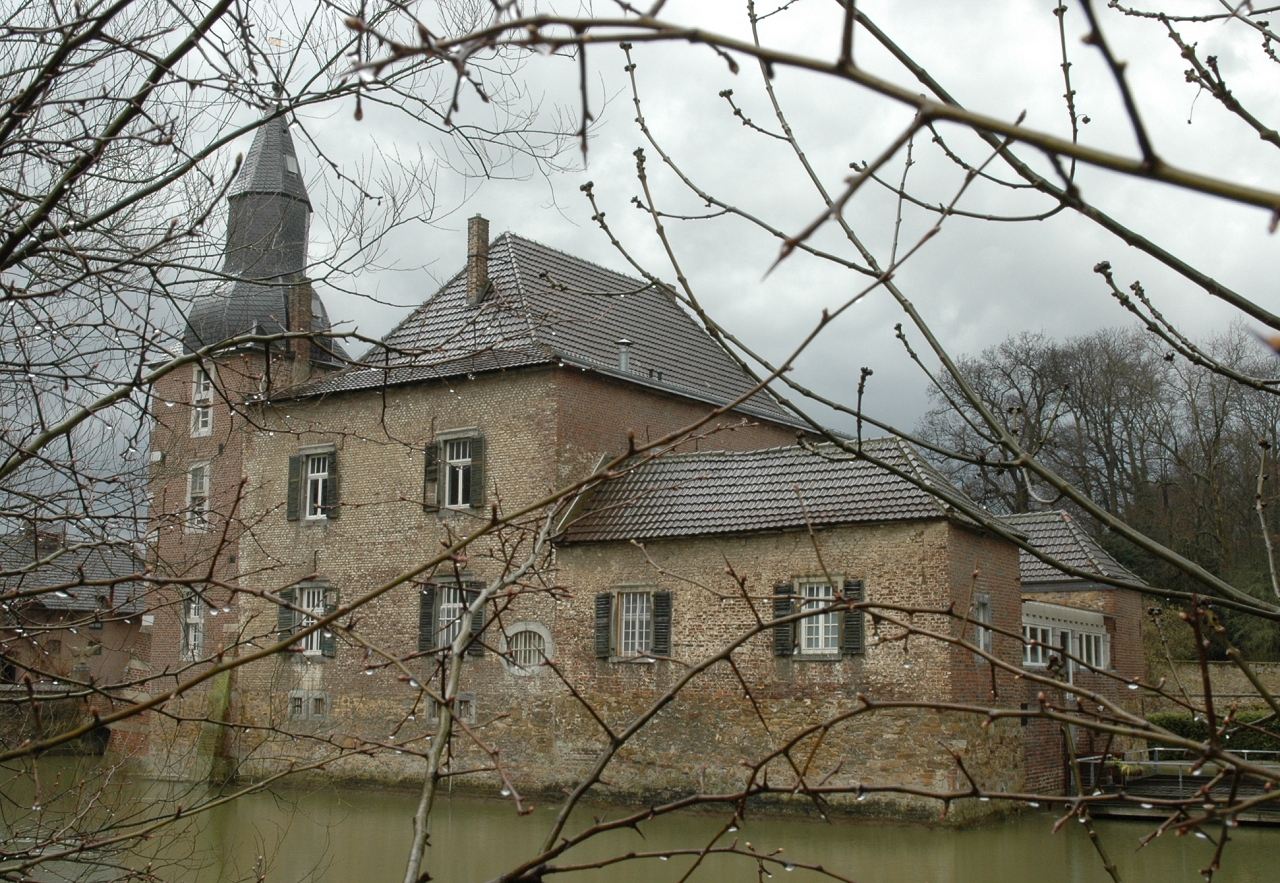
Castell Kambach

El districte d'Aquisgrà és situat al sud-oest del Land de Rin del Nord-Westfàlia, al Regierungsbezirk de Colònia i envolta la ciutat d'Aquisgrà, que és la seva capital tot i que no en forma part. El districte limita al nord amb el Districte de Heinsberg, a l'est amb el Districte de Düren, a l'oest amb la ciutat d'Aquisgrà i al sud amb el Districte de Euskirchen. També té límits amb la província holandesa de Limburg i la província belga de Lieja.

### Posició geogràfica
- Latitud: 	50° 57′ N - 50° 30′ N
- Longitud: 	06° 04′ E - 06° 25′ E

## Divisions administratives
Els districte és format per 9 entitats administratives, 7 d'aquestes tenen el títol de ciutat (Stadt) i excepte la ciutat de Monschau totes tenen el títol de Mittlere kreisangehörige Stadt:
| Ciutat/Poble               | Població 30 Juny del 2006 |
| -------------------------- | ------------------------- |
| Alsdorf, ciutat            | 46.301                    |
| Baesweiler, ciutat         | 28.198                    |
| Eschweiler, ciutat         | 55.720                    |
| Herzogenrath, ciutat       | 47.211                    |
| Monschau, ciutat           | 12.953                    |
| Roetgen                    | 8.175                     |
| Simmerath                  | 15.751                    |
| Stolberg (Renània), ciutat | 58.618                    |
| Würselen, ciutat           | 37.320                    |